# Thanh Thái Tổ Kế phi
Thanh Thái Tổ Kế phi (chữ Hán: 清太祖继妃; ? - 1620), Phú Sát thị, nguyên danh Cổn Đại (袞大), là Kế Phúc tấn của Thanh Thái Tổ Nỗ Nhĩ Cáp Xích.

## Tiểu sử
Kế phi Phú Sát thị, thuộc gia tộc Phú Sát ở thành Sa Tế (nay là khu vực Tân Tân, tỉnh Liêu Ninh), có thủy tổ là Đàn Đô (檀都). Gia tộc này vào thời điểm nhà Thanh trước khi nhập quan rất có tiếng nói, nhiều hậu duệ có địa vị xã hội cao.
Thân phụ của Phú Sát thị là Mãng Tắc Đỗ Chư Hỗ (莽塞杜诸祜), thuộc hệ phòng đầu tiên của nhà Phú Sát thị là Cát Ha Thiện (噶哈善) - con trai cả của Đàn Đô. Bà trở thành Kế phi của Nỗ Nhĩ Cáp Xích năm Vạn Lịch thứ 13 (1585), sau khi vợ đầu của Nỗ Nhĩ Cáp Xích là Cáp Cáp Nạp Trác Thanh qua đời. Bà cũng đã có một đời chồng, sách Mãn xưa gọi bà là [Jai gaiha anggasi fujin], chính là ý "Góa phụ Phúc tấn tái hôn". Bà sinh cho Nỗ Nhĩ Cáp Xích 3 người con, Mãng Cổ Nhĩ Thái, Đức Cách Loại và Tam cách cách Mãng Cổ Tể. Với chồng trước, bà có một con trai tên Ngang A Lạp (昂阿喇).
Năm Vạn Lịch thứ 44 (1616), Nỗ Nhĩ Cáp Xích tại Hách Đồ A Lạp thành xưng Đại hãn, lập nên Hậu Kim, dùng niên hiệu là Thiên Mệnh. Kế phi Cổn Đại với thân phận chính thê, trở thành Đại Phúc tấn trong hậu viện của Đại hãn.

## Tranh luận về cái chết
Theo Thanh sử cảo, vào năm Thiên Mệnh thứ 5 (1620), Kế phi Cổn Đại do đắc tội mà bị ban chết. Sách Mãn văn lão đương (满文老档) cho biết, Tiểu thê của Nỗ Nhĩ Cáp Xích là Đức Nhân Trạch tố giác "Đại phúc tấn" cùng con thứ của Nỗ Nhĩ Cáp Xích là Đại Thiện có tư thông, chuyện tra ra được, "Đại Phúc tấn" bị phế, đây có lẽ là Kế phi Cổn Đại. 
Tuy nhiên, có thuyết cho rằng người bị phế bỏ không phải Cổn Đại mà là Đại phi A Ba Hợi, bên cạnh đó căn cứ vào việc bà được an táng tại thành Hách Đồ A Lạp, có thuyết cho rằng bà mất vào khoảng thời gian Hậu Kim đang định đô tại đây (khoảng trước năm 1619). Sau khi dời đến Liêu Dương, Nỗ Nhĩ Cáp Xích vào năm Thiên Mệnh thứ 9 (1624) đem lăng tẩm tổ tiên di đến Đông Kinh lăng (东京陵). Theo ghi nhận của Mãn Châu thực lục (满洲实录) thì mộ của bà cùng Chử Anh cũng ở trong đợt di dời này. 
Năm Thiên Thông thứ 3 (1629), Hoàng Thái Cực hợp táng Nỗ Nhĩ Cáp Xích và Mạnh Cổ Triết Triết vào Phúc lăng (福陵), Kế phi Cổn Đại cũng được đưa vào táng phụ ở đây. Nhưng sau đó, con trai của Đại phi A Ba Hợi là Đa Nhĩ Cổn trở thành Nhiếp chính vương, vào năm Thuận Trị nguyên niên (1644) lấy danh nghĩa "Đắc tội Thái Tổ" mà đưa mộ phần Cổn Đại ra khỏi Phúc lăng, cũng không ghi rõ an táng ở đâu. Từ đó về sau, không ai đề cập việc mai táng Kế phi Cổn Đại nữa. Bên cạnh đó, con riêng của bà là Ngang A Lạp, vào năm Thiên Thông thứ 9 (1635), vì giúp em gái cùng mẹ Mãng Cổ Tể Cách cách tạo phản mà bị xử tử.
Sau khi thành lập triều Thanh, bà và Nguyên phi Cáp Cáp Nạp Trác Thanh, cùng hai vị Chính thê của Hoàng Thái Cực là Nguyên phi Nữu Hỗ Lộc thị và Kế phi Nạp Lạt thị không được hậu nhân nhà Thanh truy phong Hoàng hậu, dù sinh thời họ đều là vợ chính thức của Đại Hãn. Cách gọi ["Kế phi"] của Cổn Đại, biểu thị "Người vợ kế", cho thấy bà trở thành chính thất sau khi sau vợ đầu là Cáp Cáp Nạp Trác Thanh.